# Köl-Suu
Köl-Suu (kir. Көл-Суу, također Kөlsuu) je alpsko jezero u okrugu At-Bashy u Narinskoj oblasti na jugoistoku Kirgistana. Nalazi se na 3514 m nadmorske visine u planinskom lancu Kakshaal Too, središnji Tanšan.  Kroz jezero protječe rijeka Kurumduk, lijevi pritok Kök-Kyia, koji je desni pritok Kakshaala. Jezero je dugo 5 km, a površina mu je 4.5 km2.
Rijeka koja ističe iz jezera izvire iz podzemlja, a voda izbija između tla i stijena ispod jezera. Jezero se također ponekad može potpuno isprazniti kao što se dogodilo 2019., slično jezeru Merzbacher koje se također nalazi u Kirgistanu.